# Pholiota ochrochlora
Pholiota ochrochlora är en svampart som först beskrevs av Elias Fries, och fick sitt nu gällande namn av Peter D. Orton 1960. Pholiota ochrochlora ingår i släktet tofsskivlingar och familjen Strophariaceae.   Inga underarter finns listade i Catalogue of Life.